# Mistrzostwa Europy w Lekkoatletyce 1950 – skok wzwyż mężczyzn

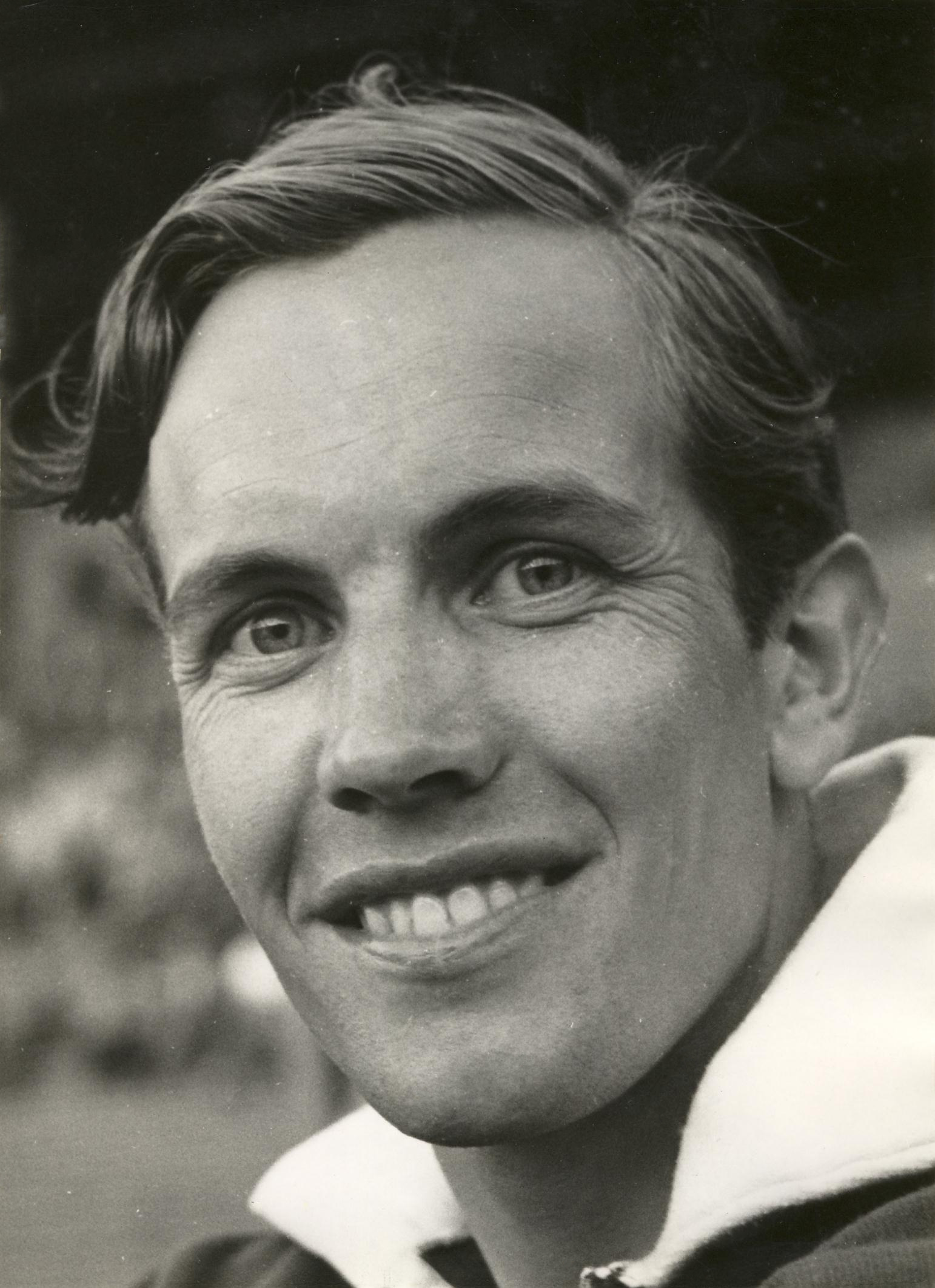
Arne Åhman

Skok wzwyż mężczyzn był jedną z konkurencji rozgrywanych podczas IV Mistrzostw Europy w Brukseli. Kwalifikacje zostały rozegrane 25 sierpnia, a finał 27 sierpnia 1950. Zwycięzcą został wicemistrz z 1946, Brytyjczyk Alan Paterson przed mistrzem olimpijskim w trójskoku, Szwedem Arne Åhmanem. W rywalizacji wzięło udział jedenastu zawodników z siedmiu reprezentacji.

## Rekordy
| Rekord świata     | Lester Steers (USA) | 2,11 | Los Angeles, Stany Zjednoczone | 17.06.1941 |
| Rekord Europy     | Kalevi Kotkas (FIN) | 2,04 | Göteborg, Szwecja              | 01.09.1936 |
| Rekord mistrzostw | Kalevi Kotkas (FIN) | 2,00 | Turyn, Włochy                  | 07.09.1934 |

## Wyniki

### Kwalifikacje
| Miejsce | Zawodnik             | Wynik | Uwagi |
| ------- | -------------------- | ----- | ----- |
| 1-5     | Jacques Delelienne   | 1,90  | Q     |
| 1-5     | Arne Åhman           | 1,90  | Q     |
| 1-5     | Georges Damitio      | 1,90  | Q     |
| 1-5     | Alan Paterson        | 1,90  | Q     |
| 1-5     | Hans Wähli           | 1,90  | Q     |
| 6-10    | Gösta Svensson       | 1,85  | Q     |
| 6-10    | Claude Bénard        | 1,85  | Q     |
| 6-10    | Walter Herssens      | 1,85  | Q     |
| 6-10    | Mihajło Dimitrijević | 1,85  | Q     |
| 6-10    | Jurij Iljasow        | 1,85  | Q     |
| 11      | Ronald Pavitt        | 1,80  |       |

### Finał
| Miejsce | Zawodnik             | Wynik |
| ------- | -------------------- | ----- |
| 1       | Alan Paterson        | 1,96  |
| 2       | Arne Åhman           | 1,93  |
| 3       | Claude Bénard        | 1,93  |
| 4       | Hans Wähli           | 1,90  |
| 5       | Gösta Svensson       | 1,90  |
| 6       | Georges Damitio      | 1,90  |
| 7       | Jacques Delelienne   | 1,85  |
| 8       | Jurij Iljasow        | 1,85  |
| 9       | Mihajło Dimitrijević | 1,85  |
| 10      | Walter Herssens      | 1,85  |